# Lacipa rivularis
Lacipa rivularis är en fjärilsart som beskrevs av M.Gaede 1916. Lacipa rivularis ingår i släktet Lacipa och familjen tofsspinnare. Inga underarter finns listade i Catalogue of Life.